# Kerstin Nordenstam
Kerstin Birgitta Nordenstam, född 25 juli 1935 i Annedal i Göteborg, död 23 oktober 2016, var en svensk docent i nordiska språk vid Göteborgs universitet. Hon har i samarbete med Högskoleverket och Nationella sekretariatet för genusforskning givit ut en serie skrifter om genusperspektiv inom olika forskningsområden, med titlarna "Genusforskning inom..." (juridiken, arkeologin, teknikvetenskapen, socialantropologin, kulturgeografin och psykologin).

## Priser och utmärkelser
- 2009 – Stipendium till Harry Martinsons minne